# 阿里格尔穆斯林大学

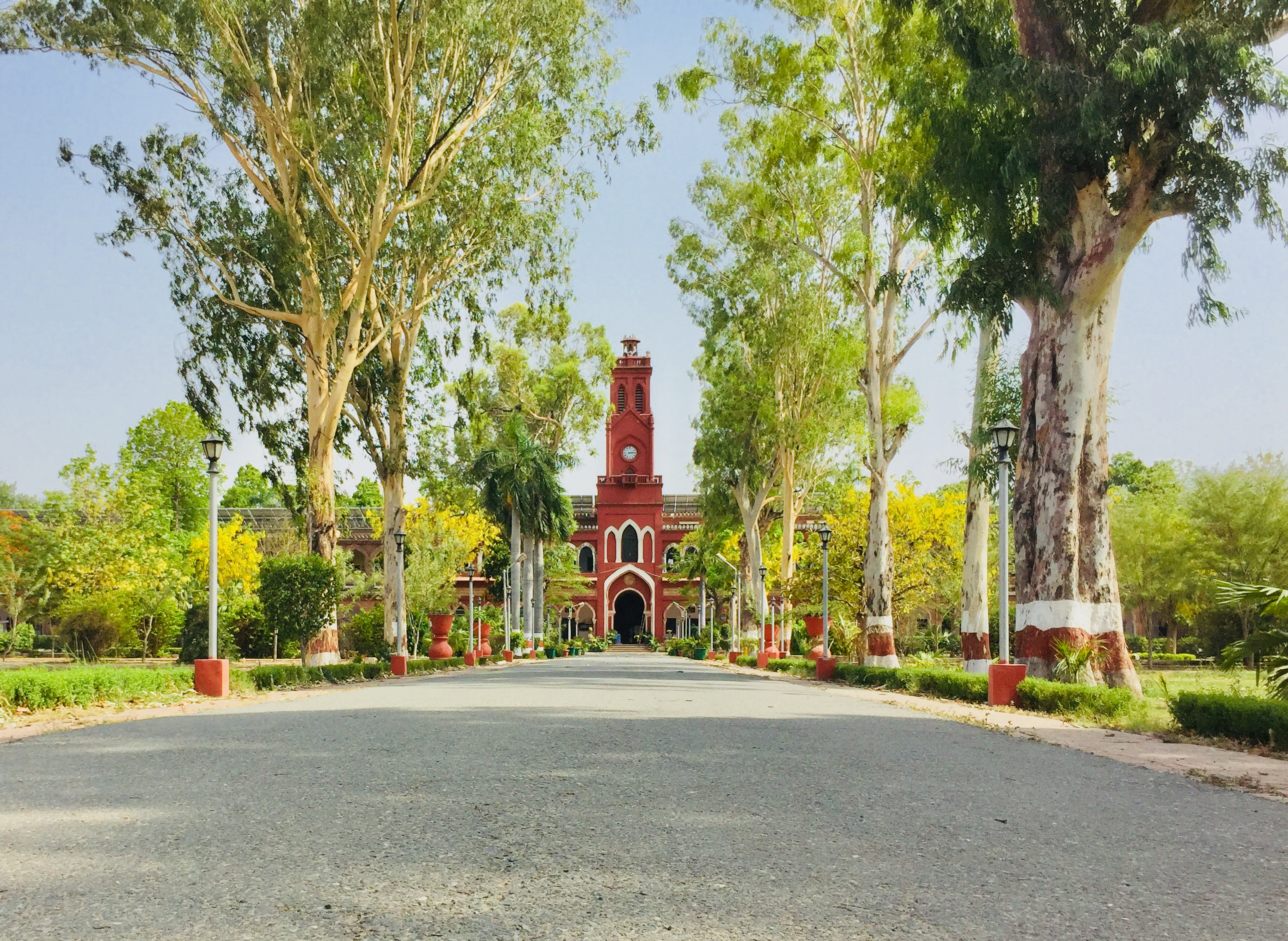
阿里格尔穆斯林大学

阿里格尔穆斯林大学是一所位于印度北方邦阿里格尔的學院制大學、中央大学以及研究型大學，該教育機構由赛义德·艾哈默德·汗于1875年创建。 1920年，學校啟用現在的名字。